# Jan Aling
Jan Aling (Bunne, 24 juni 1949 – Eindhoven, 9 mei 2020) was een Nederlandse wielrenner die  van 1974 tot en met 1984 als professional reed.

## Loopbaan
Aling viel als amateur vooral op door zijn sterke sprint. Als prof was het aantal overwinningen niet meer zo hoog als in zijn amateurtijd, maar de Grote Prijs Frans Verbeeck en de Ronde van de IJsselmonding waren mooie overwinningen.
Op 9 mei 2020 overleed hij in een ziekenhuis in Eindhoven aan de gevolgen van een drie dagen daarvoor opgelopen hersenbloeding.

## Belangrijkste overwinningen
1969
- Omloop der Kempen

1971
- 5e etappe Milk Race
- 12e etappe Milk Race

1972
- 9e etappe deel a Milk Race

1973
- 3e etappe deel b Olympia's Tour
- Omloop der Kempen
- Ronde van Overijssel

## Resultaten in voornaamste wedstrijden
| Jaar | Ronde van Italië | Ronde van Frankrijk | Ronde van Spanje |
| ---- | ---------------- | ------------------- | ---------------- |
| 1976 |                  |                     | opgave           |
| 1977 |                  |                     |                  |
| 1978 |                  |                     |                  |
| 1979 |                  |                     |                  |
| 1980 |                  |                     | opgave           |

| Jaar | Milaan-San Remo | Gent-Wevelgem | Ronde van Vlaanderen | Parijs-Roubaix | Amstel Gold Race | Parijs-Brussel | E3 Harelbeke | Kuurne-Brussel-Kuurne |
| ---- | --------------- | ------------- | -------------------- | -------------- | ---------------- | -------------- | ------------ | --------------------- |
| 1976 | 36e             |               |                      |                |                  | 17e            |              |                       |
| 1977 |                 |               |                      |                | 40e              | 32e            |              | 8e                    |
| 1978 |                 |               | 30e                  | 20e            |                  |                |              |                       |
| 1979 | 95e             | 18e           | 20e                  | 17e            |                  |                | 7e           |                       |
| 1980 |                 |               |                      |                |                  |                |              |                       |